# Ann Lebedeff
Ann Lebedeff (4 maggio 1951) è un'ex tennista statunitense.

## Carriera
Nei tornei del Grande Slam ha ottenuto il suo miglior risultato raggiungendo i quarti di finale di doppio agli Australian Open nel 1972, in coppia con la connazionale Mona Guerrant.